# Planul Marshall
Planul Marshall (în engleză: The Marshall Plan, cu numele oficial European Recovery Program (ERP)) a fost primul plan de reconstrucție conceput de către Statele Unite ale Americii și destinat țărilor europene afectate de Al Doilea Război Mondial. El a avut ca scop ajutorul financiar rapid pentru reconstrucția Europei și asigurarea de aliați pentru Statele Unite ale Americii pe continent.
Planul Marshall reprezintă extensia în domeniul economic a Doctrinei Truman.

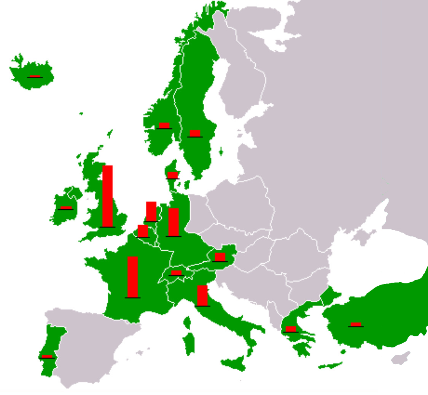
Țările care au beneficiat de ajutor în cadrul planului Marshall

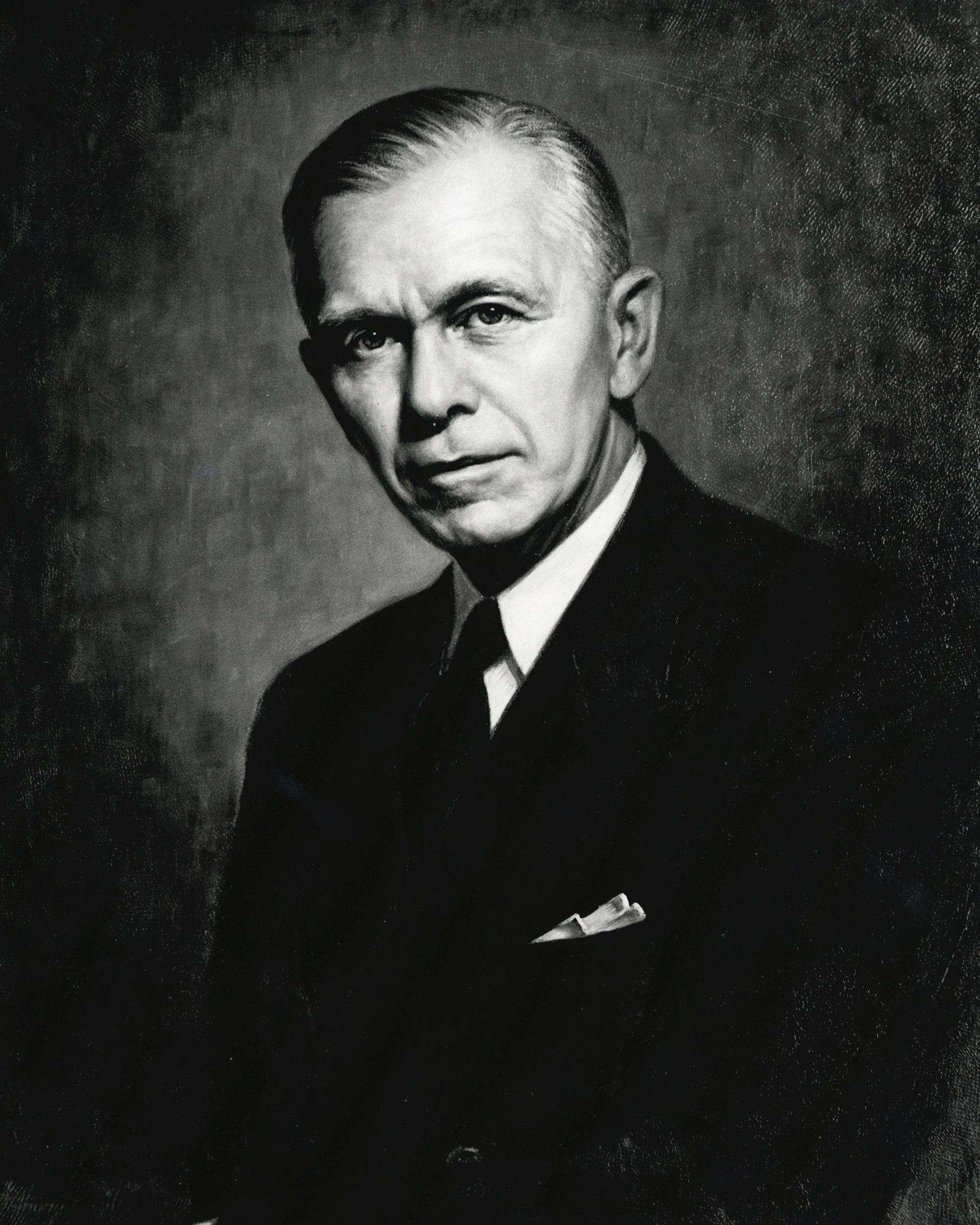
George Marshall, secretarul de stat american

## Istoric
La 5 iunie 1947, într-un discurs rostit în Aula Universității americane Harvard, secretarul de stat american George Marshall a anunțat lansarea unui vast program de asistență economică destinat refacerii economiilor europene, cu scopul de a stăvili extinderea comunismului, fenomen pe care el îl considera legat de problemele economice.
La 19 iunie 1947 miniștrii de externe ai Franței (Georges Bidault) și Regatului Unit (Ernest Bevin) au semnat un comunicat prin care au invitat 22 de state europene să trimită reprezentanți la Paris pentru a schița un plan de reconstrucție europeană. Etichetând Planul Marshall drept „imperialism economic american”, Moscova a interzis țărilor ei satelite să participe la Conferința de la Paris. Sovieticii considerau că acceptarea planului ar fi condus la desprinderea de URSS a țărilor din sfera ei de influență și la pierderea avantajelor politice și strategice dobândite de Kremlin în Europa Centrală și de Est la sfârșitul celui de-al Doilea Război Mondial.
În 1949 va fi înființat, la inițiativa Uniunii Sovietice, Consiliul de Ajutor Economic Reciproc, răspuns al Moscovei la adresa Planului Marshall. Spre deosebire de acesta, CAER era menit să le ofere sprijin economic doar țărilor de democrație populară din Europa de Est.

## Țări implicate
Inițial, acest plan era destinat tuturor statelor europene, însă a fost respins de URSS și sateliții ei, care se temeau de creșterea influenței americane. Planul Marshall a constat într-un ajutor financiar acordat unui număr de doar 16 state din vestul Europei. Pentru administrarea acestuia a fost înființată Organizația pentru Cooperare și Dezvoltare Economică (OECD). Tabelul de mai jos prezintă ajutorul acordat fiecărei țări în parte, după an.
| Țara                | 1948/49 (milioane $) | 1949/50 (milioane $) | 1950/51 (milioane $) | Cumulativ (milioane $) |
| ------------------- | -------------------- | -------------------- | -------------------- | ---------------------- |
| Austria             | 232                  | 166                  | 70                   | 468                    |
| Belgia și Luxemburg | 195                  | 222                  | 360                  | 777                    |
| Danemarca           | 103                  | 87                   | 195                  | 385                    |
| Franța              | 1085                 | 691                  | 520                  | 2296                   |
| Germania de Vest    | 510                  | 438                  | 500                  | 1448                   |
| Grecia              | 175                  | 156                  | 45                   | 376                    |
| Islanda             | 6                    | 22                   | 15                   | 43                     |
| Irlanda             | 88                   | 45                   | 0                    | 133                    |
| Italia              | 594                  | 405                  | 205                  | 1204                   |
| Țările de Jos       | 471                  | 302                  | 355                  | 1128                   |
| Norvegia            | 82                   | 90                   | 200                  | 372                    |
| Portugalia          | 0                    | 0                    | 70                   | 70                     |
| Suedia              | 39                   | 48                   | 260                  | 347                    |
| Elveția             | 0                    | 0                    | 250                  | 250                    |
| Turcia              | 28                   | 59                   | 50                   | 137                    |
| Regatul Unit        | 1316                 | 921                  | 1060                 | 3297                   |
| Total               | 4.924                | 3.652                | 4.155                | 12.731                 |

## Anii de glorie
Planul Marshall a relansat economia Europei occidentale, care până în anii 1970 a cunoscut o dezvoltare explozivă. Germania de Vest s-a situat în fruntea acestui avânt, fiind urmată de Italia și Franța. Nivelul de trai a crescut spectaculos, dezvoltarea economică ducând la o formare de resurse foarte mari pentru programe și politici sociale.